# ابن سباط
حمزة بن أحمد بن سباط الفقيه العليهي (توفي عام 1520) كان مؤرخًا درزيًا وكاتبًا لأمراء البحتريين في جبل لبنان.

## الحياة والعمل
كان حمزة يقيم في عاليه في منطقة الغرب جنوب شرق بيروت في جبل لبنان. كان والده شهاب الدين أحمد بن عمر بن صالح (ت 1482) من تلاميذ الزعيم الديني الدرزي الإصلاحي السيد عبد الله التنوخي وإمام مسجده في عبيه. كان حمزة أحد ابني شهاب الدين، والآخر هو زين الدين عبد الرحمن (ت 1491). مثل السيد التنوخي وأمراء البحتريين في الغرب، كانت عائلة السباط من نسل التنوخ، وهي قبيلة عربية كانت قائمة منذ زمن طويل في الغرب. وقد وثّق جزء من أعماله تاريخ التنوخ، قبل وبعد قبولهم ونشرهم للعقيدة الدرزية في أوائل القرن الحادي عشر.
وقد وثّق حمزة تاريخ جبل لبنان في العصور الوسطى. استند عمله إلى حد كبير على سجل المؤرخ البحتري صالح بن يحيى (ت.1435). واصل ابن سيباط تاريخ جبل لبنان طيلة ما تبقى من القرن الخامس عشر وحتى السنوات الأولى من الحكم العثماني، الذي بدأ في عام 1516. بالنسبة لتاريخ عصره، فقد اعتمد على ملاحظاته الشخصية. وهو المصدر الرئيسي لتاريخ سلالة المعان الدرزية في الشوف في السنوات الأخيرة من حكم المماليك في تسعينيات القرن الخامس عشر وحتى عام 1516 والتفاعلات الأولى بين المعان والبحتريين مع الفاتحين العثمانيين. اعتمد المؤرخ والبطريرك الماروني في القرن السابع عشر اسطفان الدويهي والمؤرخ الماروني في القرن التاسع عشر طنوس الشدياق بشكل أساسي على تأريخ حمزة في تاريخ جبل لبنان غير الموارنة.

## فهرس
- Abu-Husayn، Abdul-Rahim (1985). Provincial Leaderships in Syria, 1575-1650. Beirut: American University of Beirut. ISBN:9780815660729. مؤرشف من الأصل في 2023-11-09.
- Firro، Kais M. (2011). "The Druze Faith: Origin, Development and Interpretation". Arabica. ج. 58 ع. 1: 76–99. DOI:10.1163/157005811X550309. JSTOR:41330761.
- Hourani، Alexander (2010). New Documents on the History of Mount Lebanon and Arabistan in the 10th and 11th Centuries H. Beirut.{{استشهاد بكتاب}}:  صيانة الاستشهاد: مكان بدون ناشر (link)
- Salibi، Kamal S. (1959). Maronite Historians of Mediæval Lebanon. Beirut: American University of Beirut. ISBN:9780404170356. مؤرشف من الأصل في 2024-12-28.
- Salibi، Kamal S. (2005). The Druze: Realities & Perceptions. London: Druze Heritage Foundation. ISBN:9781904850069. مؤرشف من الأصل في 2024-12-26.